# Ománská vlajka

Ománská vlajka
Poměr stran: 1:2 (užívá se i 4:7 nebo 5:7)

Ománská námořní válečná vlajka
Poměr stran: 2:3

Vlajka Ománu je tvořena listem o poměru stran 1:2 se třemi vodorovnými pruhy, bílým, červeným a zeleným. Při žerdi je červený svislý pruh, jehož šířka odpovídá polovině šířky vlajky. V horním rohu je umístěný ománský státní znak, pocházející pravděpodobně z 18. století. Jsou to dvě zkřížené zahnuté šavle (saify) v bohatě zdobených pochvách a tradiční dýka (chandžar) s opaskem.
V praxi se užívají i jiné poměry stran vlajkového listu: na vládních budovách 4:7, na budovách letišť nebo během ceremonií 5:7.
Převládající červená barva připomíná, že většina obyvatel patří k islámským Charijitům, je barvou panovníka a připomíná vlajku Maskatu (historická vlajka byla a současná vlajka hlavního města Maskatu je celá červená). Bílá je barvou imáma, zelená je barvou islámu a symbolizuje pohoří Džebel Achdar (česky Zelené hory).

Vlajka ománského sultána Poměr stran: 1:2

## Historie
První ománské vlajky se začaly vyvěšovat v 17.–18. století. Omán byl v té době silným státem, ovládající i sousední oblasti Arabského poloostrova nebo velkou část východoafrického pobřeží. Vlajka byla (jak bylo obvyklé v této oblasti) tvořena prostým, červeným listem. V roce 1792 se od Ománu odtrhl Maskat (od roku 1798 Britský protektorát), který užíval taktéž červené vlajky. V polovině 19. století byl historický Omán rozdělen na Omán, Maskat a Pirátské pobřeží (dnes Spojené arabské emiráty). Později vznikl sultanát Maskat a Omán a v roce 1868 byla zavedena prostá bílá vlajka. V roce 1871 byla opětovné zavedena červená vlajka.
V roce 1891 byl nad  Maskatem a Ománem vyhlášen britský protektorát, v roce 1913 proklamoval Imamát Omán nezávislost, kterou v roce 1920 (na základě Sibské smlouvy sultanát Maskat uznal. Maskat si ponechal červenou vlajku, Omán užíval bílý list s červeným, arabským textem „Vítězství a svoboda s Boží pomocí“ (Korán, 61. súra, verš 13) s červeným mečem pod ním (není obrázek).
V květnu 1954 prohlásil maskatský sultán Said III. dohodu o rozdělení za neplatnou. Následovalo povstání, vyhlášení Státu Omán, ozbrojený konflikt s britským vojskem. V období boje za nezávislost (1955–1959) užíval (dle některých zdrojů) Stát Omán mírně pozměněnou vlajku z roku 1913. Místo meče byla pod nápisem arabská šavle.
V roce 1959 vznikl Sultanát Maskat a Omán. 
Vlajkou se stala opět červená vlajka.

Ománská a Maskatská vlajka (17.–18. století –1868, 1871–1954 a 1959–??? Poměr stran: 2:3
Vlajka sultanátu Maskat a Omán (1868–1871) Poměr stran: 2:3
Vlajka Státu Omán (1955–1959) – neodpovídá zdroji Poměr stran: 2:3

9. června 1965 (dle en wiki v roce 1963) vypuklo na jihozápadě sultanátu (v Dafáru) povstání (tzv. Dafárské povstání). Dafárská osvobozenecká fronta (DLF) užívala vlajku se třemi vodorovnými pruhy – červeným, bílým a černým.
V roce 1968 změnila fronta název na Lidová fronta za osvobození okupovaného Arabského zálivu (PFLOAG). Vlajkou se stal list se třemi vodorovnými pruhy – černým, bílým a červeným.
V roce 1971 se aktivizovaly protimonarchistické síly pod vedením Lidové fronty za osvobození Ománu a Arabského zálivu (PFLOAG), která užívala vlajku DLF.
V roce 1974 se strana přejmenovala na Lidovou fronta osvobození Ománu (PFLO), která užívala opět vlajku DLR, doplněnou černým názvem organizace v bílém pruhu. Na konci 70. let byla aktivita strany potlačena.

Vlajka Dafárské osvobozenecké fronty (1965–1968) Vlajka Lidové fronty za osvobození Ománu a Arabského zálivu (PFLOAG) Poměr stran: 1:2
Vlajka Lidové fronty za osvobození okupovaného Arabského zálivu (1968–1970) Poměr stran: 1:2
Vlajka Lidové fronty osvobození Ománu (PFLO) Poměr stran: 2:3

23. července 1970 se (po palácovém převratu) ujal vlády Kábús bin Saíd. 9. srpna byl název státu změněn na Sultanát Omán a 17. prosince byla zavedena nová vlajka. Ta byla tvořena listem o poměru stran 2:3 se třemi vodorovnými pruhy, bílým, červeným a zeleným, o poměru šířek 2:1:2, a u žerdi svislým, červeným pruhem o šířce ⅓ délky listu. V horním rohu umístěn ománský státní znak (červeně kreslený do bílé siluety).
23. července 1985 byl (u příležitosti pokojného, palácového převratu) změněn státní znak (byla upravena kresba tradičních zbraní a opasku), a tato změna se promítla i na vlajku.

Maskatská vlajka za sultanátu Maskat a Omán (1856–1970) Poměr stran: 2:3
Ománská vlajka (1970–1985) Poměr stran: 2:3
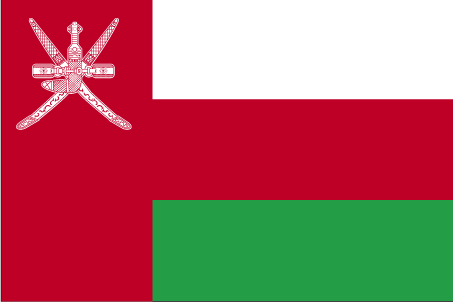
Ománská vlajka (1985–1995) Poměr stran: 2:3

18. listopadu 1995 byla (při 25. výročí převratu a příležitosti sultánových 55. narozenin) byla pozměněna vlajka: poměr vlajkového listu byl změněn na 1:2 a poměr šířek vodorovných pruhů na 1:1:1.
V roce 2004 byly státní symboly (tedy i vlajka) uzákoněny královským dekretem č. 53/2004, kterým byl vyhlášen „Zákon o státní vlajce, znaku a hymně“, který nabyl účinnosti 1. června 2004, zveřejněním v Ústředním věstníku č 768.